# Luttenbach-près-Munster
Luttenbach-près-Munster – miejscowość i gmina we Francji, w regionie Grand Est, w departamencie Górny Ren.
Według danych na rok 1990 gminę zamieszkiwało 717 osób, 91 os./km².